# Evelin Samuel

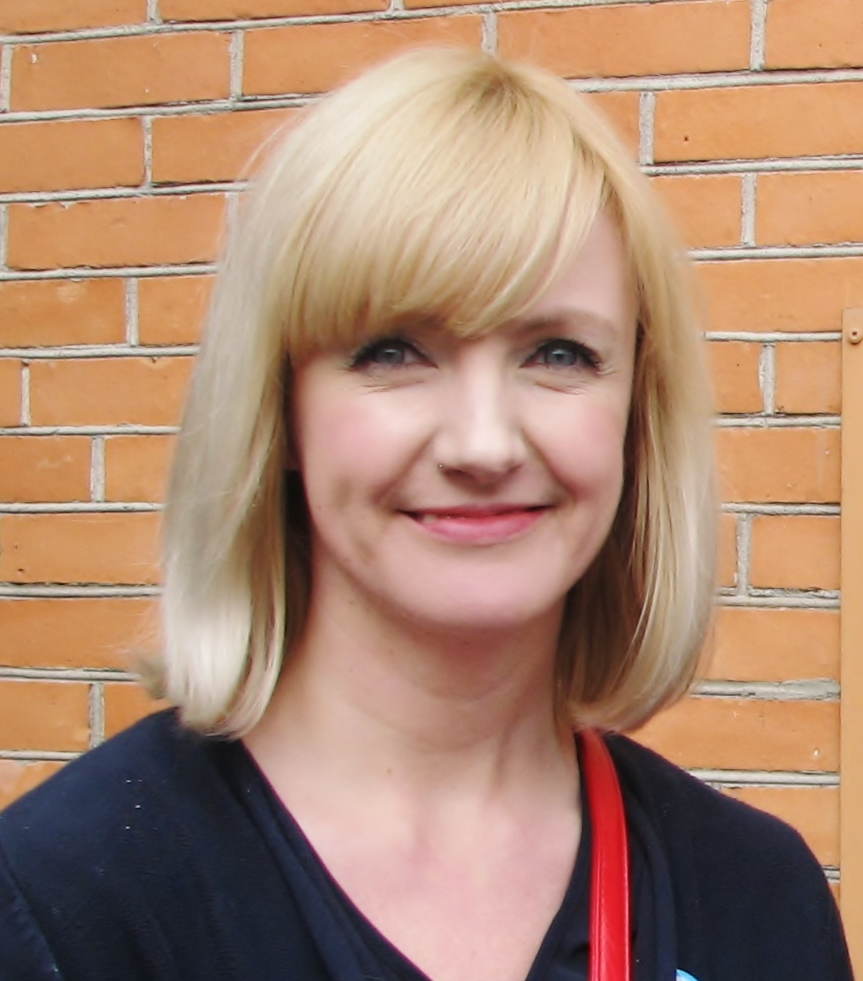
Evelin Samuel

Evelin Samuel, född 13 maj 1975, är en estnisk sångerska, skådespelerska och författare.
Samuel släppte sitt debutalbum, Alternature: Over The Water Blue, 2002. Hon debuterade som barnboksförfattare 2008 med Ükskord, kui sadas vihma. Hon har också medverkat i flera musikaler, däribland i uppsättningar av Jesus Christ Superstar (1993), Oliver! och Miss Saigon.
1994 deltog Samuel första gången i den estniska uttagningen till Eurovision Song Contest; Hon framförde bidragen Unelind (6:e plats), Soovide puu (8:e plats) och Ime (tillsammans med Tõnis Kiis och Anneli Tõevere, 5:e plats). Hon deltog åter 1996 och framförde bidragen Kaheksa näoga kuu (tillsammans med Toomas Rull, 5:e plats) och Kummalisel teel (tillsammans med Karl Madis, Maarja-Liis Ilus och Pearu Paulus, 6:e plats). Hon deltog i Eurovision Song Contest 1997 som körsångerska bakom Maarja-Liis Ilus när denne framförde bidraget Keelatud maa. 1998 års estniska uttagning framförde hon bidragen Unistus igavesest päevast (2:a plats) och Andesta (tillsammans med Ivo Linna, 6:e plats). 1999 vann hon slutligen den estniska uttagningen med bidraget Diamond of night. I Eurovision Song Contest samma år kom hon på 6:e plats med 90 poäng. Hon återkom till den estniska uttagningen 2000 och kom på 3:e plats med bidraget Over the water blue. Det är också hennes senaste deltagande i uttagningen. 2000 och 2006 var hon röstavlämnare för Estland i tävlingen.